# La Nuit des vampires (film, 1964)
Pour les articles homonymes, voir La Nuit des vampires (homonymie).
Pour plus de détails, voir Fiche technique et Distribution.
La Nuit des vampires (Der Fluch der grünen Augen) est un film ouest-allemand réalisé par Ákos von Ráthonyi et sorti en 1964.

## Fiche technique
Sauf indication contraire, les informations mentionnées dans cette section peuvent être confirmées par la base de données cinématographiques IMDb,  présente dans la section « Liens externes ».
- Titre original allemand : Der Fluch der grünen Augen ou Blutrausch der Vampire ou Die Grotte der lebenden Toten[1],[2]
- Titre français : La Nuit des vampires ou La Grotte des filles mortes-vivantes ou  La Grotte aux filles[3]
- Réalisation : Ákos von Ráthonyi
- Scénario : Kurt Walter Roecken (de) (sous le nom de « C.V. Rock »)
- Photographie : Saric Hrvoj
- Montage : Klaus Dudenhöfer (de)
- Musique : Herbert Jarczyk (de)
- Production : Enzo Porcelli
- Société de production : Objectiv Film, Triglav Film
- Pays de production :  Allemagne de l'Ouest -  Yougoslavie
- Langue de tournage : allemand
- Format : Noir et blanc - 1,66:1 - Son mono - 35 mm
- Durée : 87 minutes (1h27)
- Genre : Fantastique, épouvante[3]
- Dates de sortie :
  - Allemagne de l'Ouest : 10 avril 1964
  - France : 31 mai 1967[3]

## Distribution
- Adrian Hoven : Inspecteur Frank Doren
- Wolfgang Preiss : Professeur von Adelsberg
- Erika Remberg : Maria, l'assistante du professeur
- Carl Möhner : Le médecin du village
- Karin Field : Karin Schumann
- John Kitzmiller : John, le serviteur
- Emmerich Schrenk : Thomas, le sourd